# 久津川村
久津川村（くつかわむら）は、京都府久世郡にあった村。現在の城陽市の北端、近鉄京都線の久津川駅周辺にあたる。

## 地理
- 河川：木津川

## 歴史
- 1889年（明治22年）4月1日 - 町村制の施行により、久世村・平川村および上津屋村の一部（浜上津屋・里上津屋）の区域をもって発足。村名は久世村の『久』、上津屋村の『津』、平川村の『川』をそれぞれ一文字ずつとって“久津川”とした。
- 1951年（昭和26年）4月1日 - 久世郡富野荘村・寺田村・綴喜郡青谷村と合併して久世郡城陽町が発足。同日久津川村廃止。

## 交通

### 鉄道路線
- 奈良電気鉄道
  - 本線（現・近鉄京都線）
    - 久津川駅

村域を日本国有鉄道の奈良線が通過したが、駅は所在しなかった。

### 道路
- 一級国道24号（現・京都府道69号）